# 原晋
原 晋（はら すすむ、1967年〈昭和42年〉3月8日 - ）は、日本の陸上競技指導者、大学教員、タレント、コメンテーター、評論家、スポーツ解説者、コンサルタント、パネリスト、司会者、元陸上選手、元中国電力営業職員。妻は青学大町田寮・寮母の原美穂。
青山学院大学陸上競技部・男子長距離ブロック監督、青山学院大学相模原キャンパス・地球社会共生学部・地球社会共生学科教授、三原市・ふるさと大使、、関東学生陸上競技連盟・駅伝対策委員長、GMOアスリーツ・元アドバイザー、埼玉医科大学・客員教授、スポーツ産業化推進議員連盟・アドバイザリーボード、アディダス・キャンペーンアンバサダー、プロ・フィッツ名誉監督、HLBスポーツ・顧問、バディ企画研究所・社外取締役、アスリートキャリアセンター・会長（三重県桑名市と連携協定）、日本トライアスロン連合・理事、ジョリーグッド・社外取締役、神奈川県相模原市・スポーツ宣伝大臣、熊本県球磨郡水上村・アドバイザー、タスキホールディングス・PR大使、鈴廣かまぼこ・魚肉たんぱく戦略アドバイザー、ユニクロ女子陸上部・スペシャルアドバイザー、東北高等学校・教育アドバイザー。
2015年正月の第91回東京箱根間往復大学駅伝競走では、青山学院大学の監督として史上初の往復路・総合優勝を果たす。それ以降も同陸上部は箱根駅伝競走で合計8回の総合優勝を達成し、「大学駅伝界の名将」として知られている。それと同時に講演会講師の活動と、数多くのマスメディア出演等を頻繁に行っている。

## 経歴

### 陸上競技、現役時代
瀬戸内の古い港町である広島県三原市糸崎町松浜東の出身。小学生の頃から、ソフトボールは4番でピッチャー、相撲は主将と運動万能であった。原が小2の頃、漁港で遊んでいる時に不慮の事故で足を複雑骨折し、長期入院。これを機にリハビリを兼ねて、町内を走るジョギングを始めた。なお、幼馴染みによると、雨の日でも休まずに毎日走っていたそうで、自分で決めた事はやり通す、意志の強い少年だったとのことである。
中学校に入学後、野球部に入部するか迷っていたが、幼稚園から彼を知る近所の同級生からの勧めもあって陸上部に入部し、長距離走を始めた。中学1年生のマラソン大会では上級生を抑えて校内1位になり、中学3年生の県総体1500m競走では2位に入賞した。広島県立世羅高等学校3年生時の1984年には、主将として第35回全国高等学校駅伝競走大会に出場。4区で6人抜きの区間2位と総合2位に貢献した（優勝校は報徳学園高校）。
世羅高校OBが陸上競技部の監督を務めていた中京大学に進学し、3年時に日本インカレ5000メートル3位。但し、原曰く「大学時代の1・2年生の頃はパチンコと飲み会に明け暮れてしまい、私が希望した実業団からは門前払いでした」と、中途半端だった旨を明かしている。
1989年、郷里の中国電力（広島県広島市）に入社し、陸上競技部の創設に参加。1993年には主将として、全日本実業団駅伝への初出場にも貢献した。しかし捻挫などの故障が完治せず、さらには監督との軋轢などで成績不振が続いたことにより、入社5年目の1995年に27歳の若さで選手生活を現役引退。
競技引退後は10年間、中国電力でサラリーマン生活を送っていた。同期が本社で活躍する中、配属されたのは支店の下の山口県徳山市（現・周南市）の営業所。ここで蓄熱式空調システム「エコアイス」を社内で一番売り上げて評価を上げ、新規事業を立ち上げた。「伝説の営業マン」を自称する。この間、中国電力陸上競技部は坂口泰監督の手腕と有力選手の加入により実業団トップチームへの道を歩む事となった。

### 青学大陸上部・監督時代

#### 箱根駅伝本選へ33年ぶり出場・41年振りシード権獲得
箱根駅伝の出走経験はなく、出場校OBではなかったが、36歳の時に母校・世羅高校陸上競技部の2年後輩、青山学院大学陸上競技部OBであり中国放送勤務の瀬戸昇から大学に推薦され、2004年に中国電力を突如退職の後、青山学院大学・陸上競技部監督に就任した。当初の条件は3年契約の嘱託職員。妻のためにも、ダメになった時は中国電力に籍を置いて出向という形を取れないかという話を親会社に持ち掛けたが、そんな都合のよい話はないといって断られる。そのやりとりが、勤務先である子会社、ハウスプラス中国住宅保証の吉屋文雄社長の耳にも入り、吉屋から「箱根駅伝で出場を狙うのなら、それなりの覚悟がいる。覚悟を示さなければ、部員たちもついてこない。退路を断て。」という言葉をもらい、きっぱり退路を断ち、覚悟を持って3年契約の嘱託職員として監督に就任した。
なお、妻の美穂は仕事を始めたばかりで、突然「中国電力を退社し、青学陸上部監督になって箱根駅伝で優勝を目指す。ついては夫婦で寮に住み込むことになる。」と言われて吃驚仰天、猛反対したという。
青学大・陸上監督就任から間もない頃、駅伝強豪校に行くと「大学は素晴らしいけれど、駅伝は箱根に出ていないでしょう」と断られ、選手のスカウティングには苦労した。だが、自身の出身校である世羅高校と出身大学の系列校・中京大中京高校からは継続的に好選手を入部させていった。「箱根駅伝に3年で出場、5年でシード権、10年で優勝争い」と宣言したため、就任3年目の2006年の第82回箱根駅伝予選会での16位惨敗に大学幹部から「話が違う」と責められ、長距離部門も廃部寸前になった時期もあった。
迎えた就任5年目の第84回箱根駅伝（2008年）で関東学連選抜の監督としてチームを総合4位に導くと、箱根駅伝出場を目指す大学の強化支援もあって、第85回箱根駅伝（2009年）記念大会に於いては、史上最大のブランクとなる33年ぶりに同陸上部を箱根駅伝出場に導いた（22位）。
第86回箱根駅伝（2010年）大会では8位に躍進させ、41年ぶりのシード権獲得をもたらす。
第87回箱根駅伝（2011年）の復路ではアンカーの10区において、青学大を含めた合計4校がゴール直前迄熾烈なシード権争いを展開。結果8位の日本体育大学とは1秒差の9位で、2年連続でシード権獲得となった（10位は3秒差に國學院大学、11位に國學院大から僅か3秒の差で遅れた城西大学がシード権落選となった）。
第88回箱根駅伝（2012年）では、往路・復路共に7位ながら青学大として当時最高位となる総合5位に入った。2012年10月、第24回出雲駅伝では青山学院大学として「大学三大駅伝」において、初めての総合優勝を達成する。
第89回箱根駅伝（2013年）でも初優勝が期待された。だが、往路は6位だったものの復路では9位に下がって総合8位に終わり、箱根駅伝初制覇はならなかった。2013年10月の第25回出雲駅伝は5位、同年11月の第45回全日本大学駅伝は6位に終わった。
2014年1月の第90回箱根駅伝では往路5位・復路6位の総合5位と、前々回と同じ最高順位タイに留まった。続く同年11月の第46回全日本大学駅伝は明治大学との2位争いに敗れ、3位だった（2014年10月の第26回出雲駅伝は平成26年台風第19号の接近による影響で開催中止）。

#### 第91回箱根駅伝・総合初優勝、第92回箱根駅伝・総合2連覇達成

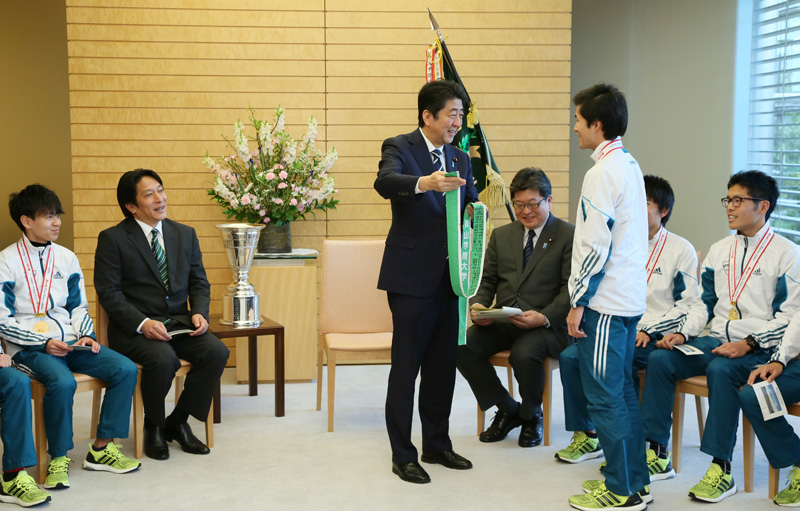
箱根駅伝優勝メンバーと共に首相官邸で安倍晋三首相と（2016年2月）

2015年1月の第91回箱根駅伝では往路・復路共に首位でゴールインし、青山学院大として念願だった史上初めての箱根駅伝・総合優勝へついに導いた。
この箱根駅伝初制覇を機会に、原は自らタレントとしてテレビや新聞などを媒体としたマスコミ陣営への登場を急増させる事と成る。
2015年10月に第27回出雲駅伝で3年ぶり2回目の優勝も、同年11月は第47回全日本大学駅伝では、優勝した東洋大学とは1分2秒差の2位に終わる。
2016年1月の第92回箱根駅伝では、2年連続して往路・復路共に首位でフィニッシュ、完全優勝に導いた。同年2月、原は箱根駅伝優勝メンバーと共に首相官邸へ出向き、安倍晋三内閣総理大臣より表敬を受けている。

#### 青学大在学中の2選手が東京マラソン2016で大健闘・リオ五輪候補へ
2016年2月のリオデジャネイロ五輪・男子マラソン選考会を兼ねた東京マラソン2016では、日本有力選手が相次いで優勝争いから脱落する中、当時・青学大2年生の下田裕太が10代マラソン日本記録を更新する2時間11分34秒で総合10位（日本人2着）、青学3年生の一色恭志も11秒遅れの2時間11分45秒で総合11位（日本人3着）と2選手共に大健闘。ゴール後の原は「特に下田はリオ五輪・男子マラソン日本代表の最有力候補ですよ。彼の伸び代は120％、200％有るし将来性も計り知れません。4年後の2020年東京五輪を見据えて、下田をリオ五輪に必ず選出するべきです」と監督自ら猛烈にアピール。然し下田・一色揃ってリオ五輪マラソン代表は落選した事に、日本陸連の強化委員会へ対して「信頼が置けない」と憤慨しながらコメントした。
2016年10月、第28回出雲駅伝で2年連続3回目の優勝を皮切りに、同年11月の第48回全日本大学駅伝でも同大会初優勝。

#### 第93回箱根駅伝・総合3連覇、及び三大駅伝完全制覇
2017年1月の第93回箱根駅伝で完全優勝による3連覇と、青学大としても歴代初の「大学駅伝三冠」を達成する。さらに同年3月には、サプライズ・特別ゲストとして東京都内の自民党大会に出席、昨年2月に引き続き安倍首相と対面し笑顔で握手を交わしていた。2017年4月、早稲田大学大学院スポーツ科学研究科・トップスポーツマネジメントコース（修士課程1年制）に入学。だが2017年10月の第29回出雲駅伝は2位、同年11月の第49回全日本大学駅伝も3位に終わり、2年連続の大学駅伝3冠は成らなかった。

#### 第94回箱根駅伝・史上4校目の総合4連覇成就
2018年1月の第94回箱根駅伝では往路でも東洋大に先を越され、36秒差で往路2位と4年連続での箱根駅伝・往路優勝を逃す。それでも、復路6区で東洋大を逆転して以降は完全独走となり、結果日本大学（1935年 - 1938年）・順天堂大学（1986年 - 1989年）・駒澤大学（2002年 - 2005年）と並び、史上4校目の箱根駅伝・総合4連覇を成就した。
2018年3月、早稲田大学大学院スポーツ科学研究科卒業。2018年10月の第30回出雲駅伝で2年ぶり4回目、及び同年11月の第50回全日本大学駅伝でも2年振り2回目の優勝をそれぞれ達成。

#### 第95回箱根駅伝・総合5連覇ならず
2019年1月の第95回箱根駅伝では、中央大学（6連覇・1959年 - 1964年）と日本体育大学（5連覇・1969年 - 1973年）に引き続く、史上3校目の総合5連覇と及び2年振り2回目の大学駅伝3冠が期待された。往路の2区は8位と出遅れたものの、3区で一時は首位に立った。ところが4区では2年連続で往路優勝の東洋大と、同回において箱根駅伝・総合初制覇を達成した東海大学に追い抜かれて3位に落ち、5区の山登りでも竹石尚人が大ブレーキとなり3校（國學院大・駒澤大・法政大）に次々かわされてしまう。青学大は往路6位に沈み、往路首位の東洋大はと5分30秒の差、往路2位・東海大にも4分14秒差をつけられる厳しい状況となり、まさかの展開に原は往路終了後渋い表情を浮かべた。翌日の復路では奇跡の大逆転を目指して、6区の山下りで5位、7区でも2校追い越し3位に浮上。最終10区では東洋大にも逆転して総合2位へ上昇、結果5年連続での復路優勝は果たしたが、総合優勝の東海大とは3分41秒の差で、青学大の箱根駅伝総合連覇は「4」でストップとなった。
同年4月より、青山学院大地球社会共生学部・地球社会共生学科の大学教授に就任。

#### 青学大OBが2019年MGC・3名出場、東京五輪代表実らず
2019年2月の別府大分毎日マラソンでは、昨年同様に2年連続でセンターゲスト解説として生実況を担当。かつて青学大時代の教え子だった橋本崚（GMOアスリーツ）が、総合5位（日本人2着）ながら2時間9分台の好記録でゴール、更に青学大出身者では初めてマラソングランドチャンピオンシップ（MGC・東京五輪男子マラソン選考会）獲得を達成。その快挙に「橋本の故郷・大分県の皆様の声援が、彼の大きな力になった事でしょう。応援有難う御座います」と大いに喜び感謝の言葉を述べつつ、「ほか原軍団の卒業生も橋本に続けろよ!お前達ならば出来るぞ!!」と青学OBらに対し奮起を促している。
2019年3月の東京マラソン2019でも、青学大出身の藤川拓也（中国電力）と神野大地（プロランナー・セルソース所属）の2人追加してMGC出場権を獲得。青学大OBとしては、東洋大・駒澤大出身者と並ぶ3選手がMGCの出場を果たし、同マラソンに応援へ駆けつけた原は「青学大は箱根駅伝だけではないことを証明してくれた」と手放しで喜びを表していた。更に同年4月のハンブルクマラソンでは、一色恭志（GMOアスリーツ）もワイルドカードでMGC出場権獲得、此れで青学大OBのMGC出走予定選手は合計4人と成った。
2019年9月15日開催のMGC本番レースでの青学出身者は、一色が調整不足による欠場の為に3選手（橋本・藤川・神野）が出走となる。結果は終盤まで優勝争いに加わっていた橋本の5位が最高順位で、神野は17位・藤川も24位と、青学OBからの東京五輪男子マラソン日本代表選出はならなかった。

#### 第96回箱根駅伝・2年ぶり5回目の総合優勝達成
2019年10月14日開催の第31回出雲駅伝では5位、同年11月3日開催の第51回全日本大学駅伝でも2位と、両駅伝共に昨年に続く2連覇を逃した。それでも、11月9日のイベント「青トレコンディショニング」に出席時の原は「箱根駅伝ではやはり『山登り』と『山下り』だが、其処にようやく光が見えてきた。後は冷静に走れれば再び優勝も狙える」と、自信に満ちたコメントを述べている。
2020年1月2日開催の第96回箱根駅伝・往路は、最初の1区で7位とやや出遅れたが、2区のルーキー・岸本大紀で首位に立つ。3区では2位に下がるも、4区では吉田祐也の区間新記録達成で再び首位に。5区の山登り区間も無難な走りで、青学大チームとしては3年ぶり4度目の往路優勝、及び5時間21分16秒の往路大会新記録を達成。翌1月3日の復路でも、6区の山下り区間から最後の10区まで一度も首位を譲らずに独走状態のまま、2年振り5度目の総合優勝、及び10時間45分23秒の大会新記録で圧倒的な勝利を成し遂げた（ただし復路優勝は東海大に譲り、わずか20秒差で復路6連覇は逃した）。

#### 新型コロナウイルス感染拡大による公式レースの中止・規模縮小
2020年2月、新型コロナウイルス・感染症拡大の影響により、同年3月15日に開催予定だった青学大の「箱根駅伝祝勝会」が中止された。それについて原は、ワイドショー番組で「ウチの学生達は常に意識が高いので、今迄に16年間も箱根（駅伝）に挑戦しましたが、インフルエンザやノロウイルスの集団感染は一度も有りません。それだけ意識を持ちつつ、（コロナ）ウイルスを勉強して対策すれば、人間の抵抗力は有る程度強いので全く感染しないんです」と胸を張りつつ、「寮生活はだめ、クラブ活動もダメと言い張って大人の固定観念だけで言い訳し続ける、無責任な指導者が多いのですよ」と非難している。さらには自身のTwitter等において、「国難の中どの世代に目線を置き施策を考える!? 私は若者だと思う。教育活動も課外活動も全てストップ。高々スポーツが…と言う人も居るであろうが、今後の日本を背負う若者がスポーツを通じて、人格形成を養う大切な徳育の場が失われる事が有っていいものか??」等と疑問視している。
2020年7月、同年10月11日に決行予定だった第32回出雲駅伝が中止を検討していると報道に関して、原は「毎年島根県へ行く度に『お帰り』『感動有難う』『いつも生きる勇気頂いてる』と、多くの出雲市民様から温かく迎えて下さっている。選手達は規則正しい生活をし日々練習に励んでいる。なんとか実現を!」と述べた。しかし結局、当回出雲駅伝は同年7月27日に正式中止が公表された事に、「大変に残念。多くの若者がチャレンジの機会を失っている。今後は学生達に是非ともチャンスを与える場を設けるべきだ」「出雲駅伝はコロナ禍でボランティアが足りないとの理由だが、幾らでも簡素化できた筈。余裕が無くても最低限で運営出来るやり方は絶対に有る。新型コロナウイルスを必要以上に恐れ過ぎて『100%安全確保』を言い出したら、いつまで経っても大会は断念せざるを得ない。良い意味での適当さが今の日本に必要不可欠だ」と、箱根駅伝を始めとする公式レースの開催復活を熱望し続けている。さらに、2020年10月4日開催予定の「第1回奥球磨駅伝」（熊本県球磨郡・多良木町役場発着）も1年延期となった。
2020年9月20日、第97回箱根駅伝（翌2021年1月2日・3日）が「無観客試合」で開催する事を公表。これに関して原は、「多くのスポーツイベントが中止される中、特に大学4年生らは凛とした態度でチームを引っ張った事に、指導者として誇りに思います。学生達に箱根駅伝を走るチャンスを与えてくれて嬉しい」と笑顔を見せていた。但し、関東学連から「感染状況や今後の社会情勢の変化等で、大会中止の可能性も有る」と言及した事については、「今回は沿道観戦に来ないように自粛し、テレビでの応援に協力して貰いたい」「学生達を沢山預かる立場として、いつ我々も感染するか分からない。政治家の皆様は『気の緩み』と国民に責任を押し付けてる気がするので、誰もが安心出来る医療の整備体制を作って頂きたい」等と述べている。

#### 第97回箱根駅伝・再び総合優勝を逃す
一時は中止が危ぶまれながらも開催された2020年11月1日の第52回全日本大学駅伝では、7区で暫定首位に立つも、アンカー・8区で後続の選手に次々と追い抜かれ、4位留まりだった。
2年連続6回目の総合優勝を目指した2021年1月の第97回箱根駅伝では、往路1区は6位発進だったが、2区で13位・3区も11位各通過と後手に回る。4区の1年生・佐藤一世の区間4位で10位通過へ浮上したが、5区山登りでは実質5年生（1年留年）の竹石尚人が4度も足の痙攣による立ち止まりで、区間17位と大ブレーキとなってしまう。青学大はシード権外の往路12位と大きく出遅れ、往路首位の創価大と7分35秒、往路2位・東洋大は5分21秒、往路3位・駒澤大も5分14秒の大差をそれぞれつけられ、よもやの展開に原自ら「ゲームオーバー」と、当回の総合優勝は絶望的となった。翌日の復路では6区山下りで10位、7区で7位、8区で5位各通過と徐々に順位を上げていった。9区では東海大を追い越し4位通過に浮上、10区では東洋大を追い越し一旦3位に浮上したが、ゴール手前で東洋大に再逆転されてしまい、結局総合優勝の駒澤大とは5分12秒の差で総合4位に留まる（青学大は2年振り6回目の復路優勝を達成、2秒の僅差で駒澤大が復路2位）。これにより、2013年度以来7年ぶりに「大学三大駅伝」の制覇を逃した。
2021年3月5日、競技人口拡大など目的とした一般社団法人活動の一環で、クラブチームを創設した事を公表した。チーム名は「絆ランニング倶楽部」で、市民ランナーや実業団選手のセカンドキャリアをサポートする方針で活動すると共に、毎年元日開催の全日本実業団対抗（ニューイヤー）駅伝への初出場をも目指す予定である。

#### 第98回箱根駅伝・2年ぶり6回目の総合優勝達成
2年振りに実施となった、2021年10月10日決行の第33回出雲駅伝では1位・東京国際大に1分57秒差をつけられ2位、同年11月7日決行の第53回全日本大学駅伝でも優勝・駒澤大学に僅か8秒差の2位に留まった。それでも同年12月17日、箱根駅伝に向けて壮行会の場で原は「青学大としては史上過去最高の状態に仕上がっています。『パワフル大作戦』、一緒に断行していきましょう!」と強い自信をのぞかせていた。
2022年1月の第98回箱根駅伝では、往路1区は5位、2区で2位の通過だったが、3区のルーキー・太田蒼生が区間2位(1年生としては歴代最速)の好走でついに首位通過へ。4区に当時の主将・飯田貴之と、5区山登りも1年生・若林宏樹が2人共に区間3位の安定した走りで、青学大は2年ぶり5度目の往路優勝（往路記録・5時間22分06秒）を成し遂げる。翌1月3日の復路も、6区山下りから最後のアンカーまで完全無欠の独走状態、特に7区・岸本大紀、9区・中村唯翔、10区・中倉啓敦の3年生トリオが区間賞（中村と中倉は区間新記録樹立）の大活躍で、青学大は2年振り6回目の総合優勝返り咲きと、更に10時間43分42秒の大会新記録で往路・復路共に完全勝利をも達成した。優勝フィニッシュ後の原は、自らTVカメラに向い満面の笑顔でガッツポーズ、更に部員達から歓喜の胴上げをされていた。
2022年4月1日、新型コロナウイルス感染防止として3回目のワクチン接種を勧告する政府広報のCM出演へ、元サッカー日本代表の内田篤人に引き続き放送された。

#### 第99回箱根駅伝・総合3位で連覇に届かず、9年ぶりの無冠
2022年10月10日開催の第34回出雲駅伝では優勝した駒澤大、2位・國學院大、3位・中央大に遅れを取り、1分46秒差の4位。
同年11月6日の第54回全日本大学駅伝では、1区こそ2位で通過したものの2区でトップと2分11秒差の13位に後退し、早くも優勝に黄信号が灯る。ただその後は怒涛の追い上げを見せ、7区では2分27秒差の2位まで浮上。しかし8区の15km過ぎで3位・國學院大に抜かされてしまい、ゴール直前では4位・順大に猛迫されたが辛うじて1秒差で振り切った。だが3連覇を果たした駒澤大には3分58秒の大差をつけられてしまった。
2023年1月の第99回箱根駅伝は、往路で1区が7位発進。2区は4年生エース・近藤幸太郎が区間2位で3位に浮上。3区も3位通過、4区は2年生・太田蒼生が区間2位（歴代3位）の記録で、1位・駒澤大と1秒の僅差で2位へ順位を上げた。だが、5区山登りの出走予定だった若林が体調不良により、本来6区に出走予定だった4年生・脇田幸太朗へ変更。しかし2km手前から駒澤大・山川拓馬に抜け出されると、4km過ぎには中央大・阿部陽樹にもかわされる。脇田は下りに入ってから立て直したものの区間9位に終わり、青学大は往路3位ながら往路優勝の駒澤大と2分03秒、往路2位・中央大とは1分33秒差で原曰く「危険水域を超えた」と総合優勝に危機感を募らせつつ、「でも最後まで諦めない」と復路での逆転に望みを掛けた。
ところが翌日の復路は、6区山下りで4年生・西川魁星が序盤からペースが全く上がらず、早大・國學院大・法政大・創価大に次々追い越され、7位まで転落。レース後半で西川はフラフラの状態ながら辛うじて襷を繋いだが、まさかの区間最下位と大ブレーキで1位・駒澤大と7分4秒もの大差をつけられ、青学大は2年連続7回目の総合優勝が絶望的となってしまう。続く7区の佐藤一世も順大・浅井皓貴に抜きさられ8位に後退、8区の田中悠登は3km手前で12秒前の法政大と順大の6位集団に追いついたが、14km手前で再び差をつけられ結局順位を上げられず。それでも9区・岸本大紀が唯一の区間賞で5校を追い抜き、3位まで浮上。しかし前回10区で区間記録を打ち立てた中倉は区間7位と振るわず、先頭の青柿響（駒澤大）に差を41秒広げられてしまう。結局青学大は総合優勝の駒澤大と7分14秒の大差で、総合3位（往路3位、復路9位）と表彰台を守るのが精一杯。また、第90回大会以来9年ぶりに総合・往路・復路のいずれも首位を逃しての無冠で終わった。当回駅伝終了後記者陣に対し「人生いろいろ、箱根も色々。箱根駅伝には登り坂、下り坂、『まさか』の坂が有りますが、その2ピースが上手くハマりませんでした」と微笑みつつ総括した。

#### 青学大生が第71回別府大分マラソンで当時の学生記録を更新
2023年2月5日、2024年パリ五輪男子マラソン・2023年MGC出場権選考会を兼ねた第71回別府大分毎日マラソンでは、当時青学大4年生だった横田俊吾が、従来の藤原正和（中央大学卒業・現中大陸上部監督）が持つ学生男子マラソン日本記録を、20年振りに25秒更新する2時間07分47秒で総合4位（日本人2着）でフィニッシュ。当大会にて実況解説者を務めた原はゴール後、教え子の横田と共に「大アッパレ。よこたっきゅう（横田の愛称）、全開です！」等とTVカメラに向ってVサインしていた。

#### 青学大OBが2023年MGC・7名出場、パリ五輪代表成らず
2024年パリ五輪男子マラソン・2023年MGC出場権選考会の有資格者は67選手で、そのうち青学大出身者は合計7名（神野大地・吉田祐也・下田裕太・中村祐紀・橋本崚・横田俊吾・飯田貴之）と、駒澤大OBの7人と並び最多タイとなる。原は「大事なのはここから。パリ五輪を目指して果敢に挑戦して欲しい」とエールを送った。
しかし、期待された2023年10月15日開催のMGC男子本番レース（パリ五輪選考会）は強い冷雨が降り続く悪条件の中、結局横田の30位が青学OBでの最高順位に終わり、ほか飯田38位・橋本43位・下田45位・吉田50位・中村52位・神野56位（完走者最下位）と、青学出身者は20位以内にゴール成らずの惨敗だった。

#### 第100回箱根駅伝・2年ぶり7回目の総合優勝
2023年10月9日の第35回出雲駅伝は駒澤大に2連覇を許し、創価大・城西大・國學院大に次いでの5位だった。しかし当初総合2位だった創価大学のリーキー・カミナが、同9月の日本インカレ5000m終了後にドーピング検査で違反薬物が検出されて抹消、青学大の順位が4位に繰り上がった。同年11月5日の第55回全日本大学駅伝でも、駒澤大に1区から先行されたまま3分34秒差で4連覇を成し遂げられ、アンカー区間は3位・國學院大と4位・中央大にゴール手前迄争って僅差の2位に甘んじた。
2024年1月の第100回箱根駅伝では、往路1区は9位とやや出遅れるも、2区は黒田朝日が7校を追い抜き区間賞の快走で、暫定首位の駒澤大学とは22秒の差まで短縮。そして3区では太田蒼生が駒澤大・佐藤圭汰に追い付いた後デッドヒートを繰り広げ、終盤で突き放し逆転に成功。さらに4区・佐藤一世も青学大チームとして3人連続の区間賞を獲得、5区山登りは雨天の中若林宏樹が区間2位の好走で、青学大は2年ぶり6度目の往路優勝（往路記録・5時間18分13秒）を達成。翌1月3日の復路も青学大チームは、往路2位の駒澤大学と大きく差を広げ、8区・塩出翔太と9区・倉本玄太の2人連続して区間賞を受賞などで完全独走に。結果青学大チームは、2年振り7度目の箱根駅伝総合優勝（復路も2年振り8度目の優勝）に返り咲き、さらに10時間41分25秒と大会記録をも更新した。優勝インタビューの原は「箱根駅伝100年、青山学院創立150年、そして私の監督就任が20年目という節目のタイミングで優勝させて頂き大学関係者を始め、特に妻の美穂に支えられ迎えられた事を嬉しく思う」｢私自身20年間の『原メソッド』を体系化させた基本軸が有るからこそ、年末のトレーニングを柔軟に対応しながら、大会新記録で優勝することが出来ました!」と、TVカメラに向い人差し指でNo.1ポーズを作りながら屈託ない笑顔を浮かべていた。

#### 第101回箱根駅伝・2年連続8回目の総合優勝
2024年10月14日の第35回出雲駅伝は國學院大學に優勝を許し、2位の駒澤大学にも先を越されての3位。同年11月3日の第56回全日本大学駅伝でも、再び優勝の國學院大・2位の駒澤大に遅れての3位に甘んじた。
2025年1月2日の第101回箱根駅伝・往路は、1区で10位と出遅れたが、2区は黒田朝日が3位に浮上。3区では鶴川正也も3位をキープ、4区は太田蒼生が2位へ上昇。そして5区山登りは若林宏樹が区間新記録の快走で中央大学を逆転し、青学大は2年ぶり6度目の往路優勝（往路記録・5時間20分01秒）を達成。
翌1月3日の復路・青学大は、6区山下りで野村昭夢が史上初の56分台となる区間新記録をマーク。7区終了時では総合2位・駒澤大学と1分40秒差に迫られたが、8区・塩出翔太と10区・小河原陽琉が共に区間賞を獲得するなど安定した走りで、結果青学大チームは2年連続8度目の箱根駅伝総合優勝（但し復路優勝は28秒差で駒澤大学、青学大は復路2位）を果たし、10時間41分19秒と大会記録も再更新した。

## タレント・コメンテーターの活動について

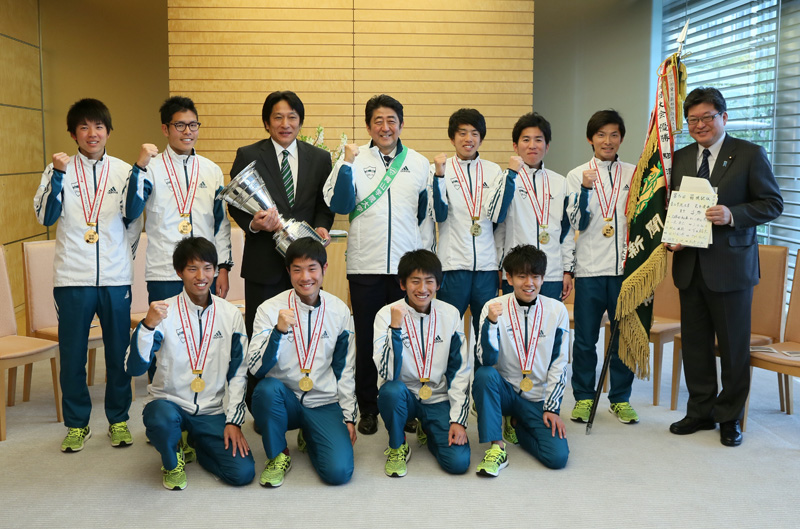
第92回箱根駅伝優勝メンバーらと首相官邸で記念撮影（2016年2月）

原は現在、評論家・コメンテーター・タレントとして、テレビ番組やスポーツ新聞等でも積極的に活動している。原曰く、「出過ぎた杭は絶対に打たれない」「周囲の空気を読めずに発言出来る人を育成」をモットーに、「陸上競技以外の話題に関してはあくまでも素人だが、常日頃から『おかしい』と大変疑問に感じる事が沢山有る。日本の将来の為に、今後は是非とも思い切った改革をするべき」などと、メディアを通じて独自の意見で提言や苦言・持論展開を述べ続けている。
その一方では、原が自ら「政治家への転身」及び「高校野球の監督就任」へのオファーを、以前から受け続けている事を肯定していた。

### 発言・エピソードなど

#### 2016年
- 4月、当時の公務員（現・プロ）ランナー・川内優輝が「原晋監督は箱根駅伝を語って良いが、マラソンはまだ早い」と批判した件で[169]、原はNEWSポストセブン（小学館）の記者に向って「川内選手と会話はしてないが、別に怒ってませんよ」と返答しつつも、「私は陸上競技界に属する、駅伝だけでない『陸上部』の監督です。駅伝とマラソンは陸上競技の一種なのに、駅伝監督だから『何もしゃべるな』は可笑しな話でしょう」「私が青学大の生徒を東京マラソンに挑戦させたのは、従来と全く違う取組みだから。それがどの世界も今の常識が、将来の非常識になるのです」と即座に反論[170]。その上で原は「川内選手は青学の合同練習へ参加して結構です。その際は私が監督として指導しますよ。結局1人の考えだけじゃ偏りが出るし、他選手達の積極的な意見が出る事で色々なアイデアも浮かんで、『チーム・ジャパン』は世界と戦えるように成ります」等と、自ら仰天構想を発言していた[171]。

#### 2018年
- 1月、第94回箱根駅伝・4連覇達成時の会見で原は、「いやあ、こんなに学生達は強かったですかね?（笑）」と吃驚しながらも[172][173][174]、勝因の理由を「『必勝メカニズムの開発』と『真の自主性』だと思う。私が他の仕事で一々いなくても、選手達自らでしっかり纏めるチームが出来た」と胸を張った[173]。
- その一方で「何故俺が居ないと練習をやらないの？そうやって走れない要因を俺に責任転嫁しているのでは無いか!?」と男子部員達に叱責、一時監督と選手対立のチーム崩壊危機だったエピソードを明かしつつ[174]、「他大学の悪口を言うつもりは無いが、『自主性』と言いながら指導放棄している人が多い」とも語っている[173][175]。それから約1か月後の同年1月28日、青学大相模原キャンパス付近の商店街で、4回目の箱根駅伝優勝パレードを開催時での原は「メディアに沢山出る事を色々言う人がいたが、やはり露出は間違いなかった」と終始笑顔で自画自賛している[176]。

#### 2019年
- 1月、第95回箱根駅伝にて5連覇消滅後の挨拶で原は「我々は良い負け方が出来たと思う。アンカーの鈴木塁人が笑顔でゴールしたのもよかったです」と振り返るも、総合5連覇を逃した事には「甘えがあった。50歳を過ぎて優しくなってしまい、『こだわり』『しつこさ』が無くなった。私自身もっと心を鍛えないといけない。連覇を重ねる毎に『進化』を恐れてしまった」と後悔の念に駆られている。ほか、テレビ出演の増加や「監督は（部員達以上に）目立ちたがり屋」と批判的な意見が有る中で「一応復路は首位だから、今後もテレビに登場し続けます」と即答していた[177]。また、同年1月6日放映のTBS系列「サンデーモーニング」の「週刊御意見番」コーナーにおいて張本勲が「青学大の原監督に『注意の喝』だ!バラエティ番組に出過ぎだよ。やっぱり勝ってから出るならいいけどね。人気者は良いがあれだけ出ると、反感買いますよ」と厳しく忠告し続けた後で[178][179]、原自ら張本に対して「同じ広島県出身の大先輩に『喝』を入れられたのは、ある意味認められたという事。有り難く頂戴致します」と感謝の言葉を述べつつ、「来年の箱根駅伝では、張本さんに『あっぱれ!』を貰えるように頑張ります」とコメントしている[180][181]。
- 1月4日、TBS系『ひるおび!』に生出演した原は「3区で首位に立った時、箱根駅伝5連覇を確信してテンションも上がったのが結果的に油断となり、直後に多数知人からの『おめでとう』『今回も優勝だね』というLINEやメールに『多分大丈夫』と次々返信してしまった」事を打ち明けている[182][183]。また同日、午後5時5分の予定で原が自らTwitterのアカウントを開設し、フォロワー55万人を目標とする事を発表した[184]（然し実際ツイッターの最初のつぶやきは午後5時6分と、1分遅れての開始となった。）[185]。1月10日の「箱根駅伝報告会」においての原は、「箱根駅伝の借りは箱根駅伝で返すしかない。2位じゃ駄目なんです。我々はチャレンジを続けます」と王座奪回に意欲を燃やしていた[186]。
- 3月17日、東京都港区のホテルにて行われた「3大駅伝・報告会」において原は自ら「本来なら3大駅伝制覇と箱根駅伝5連覇が共に叶ったら、ひっそり監督業を去ろうかなと思った時もありました」と話し会場をざわつかせる場面があった。だが、その直後に「『まだまだ続けなさいよ』という、今年の箱根駅伝・総合準優勝はそういうメッセージかなと。これからも皆様に愛される青学を作っていきます」と新たに王者奪還へ向けての意気込みを語り、会場から拍手喝采を浴びていた[187]。

#### 2020年
- 1月、第96回箱根駅伝で2年振り5度目の総合優勝達成後、記者会見では「昨年負けた事で、私の活動自体を批判する人も居た。しかし陸上界の発展の為に、自ら様々な媒体で情報発信している。沿道の光景が変わり、色んな層が箱根駅伝を見てくれている。露出の良い影響が出てると改めて体感出来た」と笑顔で胸を張った[188][189]。また、「1年間ある意味私の我が儘を聞いてくれた、特に4年生に対して本当に感謝したいと思ってます。今までついて来てくれて有難う。4年生達は格好良かったです」と謝礼の言葉を述べた[189][190]。さらに1年前の箱根駅伝終了後、5連覇を逃した青学大の原監督に向かって「テレビの出過ぎに注意の喝」と酷評した、TBS系列「サンデーモーニング 新春スペシャル」（2020年1月5日放送）に生出演の張本勲は「アッパレ!」を連呼。続いて張本は「今回は（復路で）1度も首位を明け渡さなかったね」と原を絶賛しつつ、「去年の『喝!』は撤回せないかんね。チーム作りも上手くやりました」と誉め称えていた[191]。
- 12月20日の全国高校駅伝競走では、原の母校で広島県代表の県立世羅高校が同大会5年振りの男女アベック優勝を達成した[192]。此の報道に関して原が自らTwitterで「男女Ｗ優勝おめでとう。前監督の素晴らしい指導を引継いでの優勝は、男女新監督の指導力は元より、高校の練習環境や町民OB組織体制の伝統の力。これからも『駅伝の里世羅』を全国発信して下さい」等と綴っている[193]。男子の部でアンカーを務めた塩出翔太が今年1月の全国都道府県対抗男子駅伝競走に出走し、広島県チームが総合3位に入った際にレース後の報告会で原から「『強い世羅であれ』」と熱い言葉を貰いました」とコメントしていた[194]。

#### 2021年
- 1月3日、第97回箱根駅伝で2年連続6度目の総合優勝を逃し、翌1月4日にTBS系列『ひるおび!』へ生出演した原は、復路9区で3年生の飯田貴之に「神林（故障で欠場の主将）以上の走りをしろ！それがあいつの思い出だ!!」と伴走車からゲキを飛ばし、当番組でそのシーンが放送された事について「実業団と違って大学のスポーツは毎年メンバーが変わるんですよね。私が現場の責任者としてやらせてますが、そのチームのカラーを作るのは4年生で主将。キャプテンの偉大さで1・2・3年生が、先輩達についていってチームの色が出てくる」「主将の為に走るのが大学スポーツの良さですが、その全てを神林に託し過ぎたのかなあ。もう少し責任を分散すれば良かったと思いますね」と振り返っている[195][196]。当番組の司会者の恵俊彰（ホンジャマカ）が「早稲田大学のアンカー・10区の山口君は鶴丸高校出身で、地元では進学校ですよ」と同じ鹿児島県出身の山口賢助に触れた際、原は「実は私もスカウトしたんですが、『僕は勉強して早大に行きます』って言われて」とのエピソードを明かしていた[197]。
- 3月15日、都内で開催の「春の睡眠の日」（3月18日）をテーマに、高反発マットレス「スリープオアシス」のライズTOKYOが主催する早稲田大学スポーツ科学学術院准教授・早大睡眠研究所の西多昌規所長が研究した「寝具（マットレス）の違いが夜間睡眠および日中の眠気、疲労回復度に及ぼす影響」の研究結果の中間発表会に、寝具ブランド・RISE健康睡眠プロジェクトの名誉監督として参加した。その会合には、同年から日本プロ野球・読売巨人軍（セ・リーグ）の投手チーフコーチ補佐を務める桑田真澄と初対談を果たした。なお、原と桑田は同じ早大大学院スポーツ科学研究科の卒業者でも有り、その席において原は桑田に対して「もし桑田さんが野球では無く、マラソン・駅伝をやっていれば超一流なランナーになり、陸上（競技）でも超一流の指導者になったでしょうね」と笑顔でコメントしている[198]。
- 4月8日、同じくライズTOKYOが協賛する「ライズで♯スポーツ睡眠・スリープオアシスナイター」の開催時にも原は、プロ野球（パ・リーグ）千葉ロッテ－オリックス戦（ZOZOマリンスタジアム）の始球式に登場し、ワンバウンドの投球を披露した[199]。千葉ロッテの監督を務める井口資仁も青山学院大学硬式野球部の出身者で、一昨2019年12月に青山学院大・相模原キャンパス内で2000本安打達成の記念プレート除幕式に、偶然通りすがった原と初対面している[200]。更に、昨2020年1月に第96回箱根駅伝で青学大が通算5度目の総合優勝を果たした際、井口は母校へ祝福のメッセージを寄せていた[201]。

#### 2023年
- 1月3日、第97回箱根駅伝で2年連続7度目の総合優勝ならず、翌日の1月4日に準レギュラーで生放送コメンテーターの「ひるおび」へ生出演。その際に「今朝は日本テレビの情報番組（ZIP!・スッキリ）は一切見ないまま、TBSへ直行した」と、総合司会の恵俊彰や八代英輝（弁護士）を始め、当番組の共演者達を苦笑いさせた[202]。その上で、原自ら「箱根駅伝の全国化が100回大会のみで終わっては、未来永久に陸上界の底辺が広がらない。サッカーや野球の人気が続く中、身体能力が高い選手ばかりで無く、箱根を目指す少年達が全国から育つ文化が結果として、日本陸上長距離界の向上に繋がる」と、改めて関東学連に提言している[203]。
- なお当回駅伝・往路2区では、暫定首位だった駒沢大・田澤廉の後方に、レース中盤2位争いで中央大・吉居大和が青学大・近藤と共に追走。終盤で吉居はペースアップすると近藤を置き去り、そしてラストスパートでは田澤をも追い越して1位で3区へ襷を繋いだ。その映像シーンに、原は「吉居君の最後のスパートが物凄かった。急な坂を駆け上がってからも、彼はスピードが全く衰えない。世界を狙える、素晴らしい走りだった」と大絶賛。さらに吉居と近藤は愛知県出身の幼馴染みでも有り、レース中近藤は吉居に並んだ時「ついて来いよ！」と合図。ゴール後は二人して健闘を称えながら抱擁した。このエピソードを聞いて「（吉居は）何故青学に来なかったんだよ！」と、原は苦笑交じりに嫉妬すると共に[204]、1月7日に藤木直人がパーソナリティを務めるラジオ番組にて、ゲスト出演の原は「あの時吉居選手が少しバテていたのに、近藤が自ら吉井君に『一緒に行こうぜ』という仕草をしたんです。監督の立場からだと「余計なお世話だぞ！」という感じなんですが（笑）」と苦言も呈していた[205]。
- 4月6日、フジテレビ系「Live News イット!」のコメンテーターとして生出演の原は、世界有数の金融機関クレディ・スイスの債券を「サラリーマンの年収を数倍購入していた」が、今年3月にアメリカ・シリコンバレーバンクが経営破綻の要因により金融不安の煽りを食らい、スイス拠点のクレディ・スイスも倒産寸前に陥った。同じスイスの多国籍投資銀行・UBSグループに買収された為、クレディ社が発行した2兆円以上の外債が、原曰く「全てが紙切れ同然の無価値・ゼロ円と成ってしまった」「紙クズと成るリスクは一切聞いてない。老後の資金として貯蓄したのに」などと、憤慨しながらコメント。その数日後、週刊文春の記者に対して原は「どうにかしてよ…ババ引いてしまったなあ、もう」と、投資の大失敗に困惑の表情を浮かべていた[206][207]。
- 7月3日、都内で開催の「日本最適化栄養食協会」設立発表会にゲストで出席の際、「ピザが大好きでよく食べるんですが、ここ数年体重が増加しウエストが太くなった。その影響からか約2週間前に痛風を発症してしまい、大変な想いをしました」と苦笑しながら自戒した[208][209]。
- 7月8日、フジテレビ系「川島明の芸能界㊙通信簿」へゲスト登場時、原自ら「全国各地の講演会で莫大な収入額を得ている」と告白。講演会の問合せだけで1年間に千件以上も有り、自身の年収については「ぶっちゃけ、日本プロ野球の監督ぐらい。一億円は軽く超えるかなあ？」と打ち明け、スタジオ内を驚愕させていた[210][211]。
- 8月2日、翌2024年正月開催予定の第100回箱根駅伝から、関東学生連合チームの編成廃止を強行決定した事実に関し、原はＸ（旧Twitter）で「箱根駅伝監督会議決行は年4回で、決定事項報告での場だけ。10年近く監督会議を最低月1回は開催し、様々な課題に議論する必要だと提案しても未だ見直さない。この対応・体質は如何なものか！？」と、当駅伝主催者の関東学連に対して猛批判した[212]。
- 12月25日、箱根駅伝第100回大会の直前で週刊現代の取材に対し「日本陸上界の将来の為に声を大にしているので、嫌われても構わない」と前置きした上で、「才能有る少年達が長距離競技を選ぶには、箱根駅伝を今以上にエンターテイメント化して盛り上げる事が最も大事。もし箱根駅伝が無かったら、誰がこんな地味できつ過ぎる競技をするのか？と」「然し駅伝人気を向上させるには、まだ高い障壁が有る。それは、日本社会においてもよく見られる『歪み』と言える」とコメント。「第100回箱根駅伝の予選会では、全国の大学に参加資格が与えられたが、この『1回限りの全国化』は茶番劇にしか過ぎない。例えば私が同志社大学（京都府）の監督をすれば、3～5年で箱根駅伝に出場させる自信が有る」「なぜ未だに箱根駅伝は全国化されないのか。その理由に『関東学連がムラのような組織』で、改革を阻み続けている」等と、終始怒り心頭の口調で訴えていた[213][214]。

#### 2024年
- 1月3日、第100回箱根駅伝復路終了後15時30分より閉会式の予定だったが、約30分遅延。その原因に、監督会議で「金栗四三杯」（箱根駅伝・MVP）の選考時、往路5区で区間新記録を更新した山本唯翔（城西大学）の受賞決定に、原一人だけが長く異議を唱えていたという。スポニチの取材に対し原は「山本選手の選出に異論は無いが、往路3区で日本人記録更新の太田蒼生（青学大）とW獲得でも良かったのでは?」と強く推薦した事を述べていた[215]。なおスポーツライターの武田薫によると、原は太田との二選手受賞を認めない関東学連の選考委員会に向かって、「だから素人は!」等と激昂が漏れ聞こえた、と報道している[216]。
- 1月21日、ABEMAニュース（Youtube）にて高橋茂雄（サバンナ）と対談中に、原曰く「今年はオリンピックイヤーですが、日本の陸上の強化に箱根駅伝は役立ってるのか?」「五輪の為に学生達は箱根駅伝を走ってる訳じゃ無い！」と疑問を呈しつつ、「そもそもオリンピックに興味があって此処まで価値を見出すのは、実際日本人だけですよ。例えばアメリカではアメフトやバスケットが人気が有るので、優勝後は五輪で金メダル級の記者会見になるのですから。100社位の記者からも注目を浴びてる訳で、別に五輪は関係ないでしょ。今箱根駅伝はスーパーコンテンツで日本独自の文化に成ってるのだし、それを五輪に紐付けしてる事自体が日本はまだまだ発展途上の国と思いますね」等と熱弁を振るっていた[217]。
- 2月7日、TBS系「ひるおび」にコメンテーターとして生出演中、自民党安倍派（清和政策研究会）の裏金問題について、原自ら持論を展開。「今回の問題によって議員個人に責任を、という話題になってますが、長期間（裏金）環流の組織や運営を作ったのは、自民党として派閥の長を中心に動いたのでは」と分析し、その上で「ある程度柔らかい言い方をすれば、議員達には恩赦を与えるような形で一旦全てオープンにして、新たな仕組みを作って未来志向で頑張って貰いたい気持ちがある」と語った[218]。然し、この原のコメントに対しSNS等では批判の声が溢れ返り、更に「原監督がいずれ政界進出を企んでの発言では?」との声も上がっている[219]。
- 10月14日の第36回出雲駅伝で6年振り4度目の優勝を狙うも、総合3位留まりだった。原は1区・区間賞獲得の鶴川正也に対して「遅くとも残り3Kmから飛び出して後続を30秒以上は引き離すべき」と苦言を呈し[220]、「今日は30点。鶴川を含めて、まだ4年生達のたすき際が甘い」と手厳しく評価した[221]。
- 11月3日の第56回全日本大学駅伝で6年振り2度目の優勝を目指したが、出雲駅伝と同じく総合3位に終わった。なお2区・区間賞だった鶴川正也は、インタビュー中に「イーゴ大作戦」を「ドラマティック大作戦」と勘違い[222]、さらに原はトイレの最中に3区のルーキー・折田壮太が通過してしまい、声掛けを逃すハプニングがあった[223]。

#### 2025年
- 3月16日開催の「EXPO EKIDEN」（エキスポ駅伝）において、実業団のHondaがエントリーしなかった事に関して、原は「なぜ出ない！」と猛烈に批判[224]。さらには当大会で総合優勝のトヨタ自動車を始め、外国人を起用する実業団に対しても「そこまでして勝ちたいのか？」と大きく疑問視していた[225]。
- このエキスポ駅伝に際し、実業団を煽りまくったその意図について原自ら「陸上界が発展する為には、駅伝が全国で行われないといけない。少年達が今サッカー、野球とかに流れているのを食い止め、身体能力の高いアスリートが魅力あるコンテンツにする。何度でも言うが、私は性格悪い男じゃない。ちょっと汚い言い方でも、過激な発言をすれば駅伝が更に盛り上がる」など長々と弁明[226]。しかし結局、青学大チームは総合7位・大学4番手で終わった事に「わんぱく大作戦は50点。これは視聴率が下がるぞと思って見ていた」と負け惜しみしながら捲し立てていた[227]。

## 駅伝大会スローガン・大作戦名
- 2013年・第89回箱根駅伝競走の頃より、原が名付けた「駅伝大会スローガン・大作戦名」が箱根駅伝の本番前監督会見（前年12月に東京都内で開催）などで、自ら笑みを浮かべながら発表する事が毎年恒例となっている[228][229][230][231][232][233][234]。
- 青山学院大学として総合5連覇を目指していた2019年・第95回箱根駅伝競走において、昨2018年12月10日に行われた同駅伝前の監督会見での原は、満面の笑顔を振り撒きつつ「ゴーゴー大作戦」と評していた[235]。その名前に因んだ歌手・郷ひろみは、『第69回NHK紅白歌合戦』本番前日のリハーサル時に「心から青学大の（箱根駅伝総合）5連覇を期待しています」とエールを送った[236]。
  - 結果、青学大の箱根駅伝5連覇は果たせなかったが、2019年3月に都内で開催の「青学3大駅伝報告会」に、郷ひろみがサプライズ・ゲストとして突如登場。郷は「実は子供が青学の幼稚園で、お世話になっている縁がある」とコメント、更に「日本レコード大賞では新御三家（ほか野口五郎、故・西城秀樹）の中で、僕だけが名前を呼ばれなかったその悔しさが引っ張ってくれた」等との苦い体験談を明かす。最後は「これからも青学の勝利に向けて、ゴー!ゴー!ゴー!!」と、青学大駅伝チームを激励しながら会場を盛り上げた[237][238]。
- 2015年・第91回箱根駅伝から2018年・第50回全日本大学駅伝まで「大学三大駅伝」において、青学大チームが総合優勝を逃したのは、2015年・第47回全日本大学、2017年・第29回出雲、同年・第49回全日本大学の3大会のみ。だが、2019年・第95回箱根駅伝で5連覇の消滅以降は箱根駅伝を4大会で総合優勝を達成するも、出雲駅伝と全日本大学駅伝が未だ一度も制覇を果たせていない。

- - 第89回箱根駅伝（2013年1月）「マジンガーZ大作戦」<8位>
  - 第90回箱根駅伝（2014年1月）「S大作戦」<5位>
  - 第91回箱根駅伝（2015年1月）「ワクワク大作戦」[239][240]
  - 第27回出雲駅伝（2015年10月）「青トレ大作戦」[241][242]
  - 第47回全日本大学駅伝（2015年11月）「あっぱれ大爆走作戦」<2位>[243]
  - 第92回箱根駅伝（2016年1月）「ハッピー大作戦」[244][245]
  - 第28回出雲駅伝（2016年10月）「神ってるぞ 青山大作戦」[246][247]
  - 第48回全日本大学駅伝（2016年11月）「エビフライ大作戦」[248][249]
  - 第93回箱根駅伝（2017年1月）「サンキュー大作戦」[250][251]
  - 第29回出雲駅伝（2017年10月）「陸王大作戦」<2位>[252]
  - 第49回全日本大学駅伝（2017年11月）「青山祭大作戦」<3位>[253]
  - 第94回箱根駅伝（2018年1月）「ハーモニー大作戦」[254][255]
  - 第30回出雲駅伝（2018年10月）「ヨロシク大作戦」[256]
  - 第50回全日本大学駅伝（2018年11月）「メラメラ大作戦」[257]
  - 第95回箱根駅伝（2019年1月）「ゴーゴー大作戦」<2位>[258][259]
  - 第31回出雲駅伝（2019年10月）「出てこい! 駅伝男大作戦」<5位>[260][261]
  - 第51回全日本大学駅伝（2019年11月）「私、失敗しないんで大作戦」<2位>[262][263]
  - 第96回箱根駅伝（2020年1月）「やっぱり大作戦」[264][265][266][267]
  - 第32回出雲駅伝（2020年10月）[268][269]
  - 第52回全日本大学駅伝（2020年11月）「コロナに負けるな! 大作戦」<4位>[270][271]
  - 第97回箱根駅伝（2021年1月）「絆大作戦」<4位>[272][273][274][275]
  - 第33回出雲駅伝（2021年10月）「結び大作戦」<2位>[276][277]
  - 第53回全日本大学駅伝（2021年11月）「男前大作戦」<2位>[278][279]
  - 第98回箱根駅伝（2022年1月）「パワフル大作戦」 [280][281]
  - 第34回出雲駅伝（2022年10月）「パチパチ大作戦」<4位>[282][283]
  - 第54回全日本大学駅伝「プライド大作戦」（2022年11月）<3位>[284][285]
  - 第99回箱根駅伝 「ピース大作戦」（2023年1月）<3位>[286][287]
  - 第35回出雲駅伝（2023年10月）「イット！大作戦」<4位>[288][289]
  - 第55回全日本大学駅伝（2023年11月）「名古屋大作戦」<2位>[290]
  - 第100回箱根駅伝（2024年1月）「負けてたまるか！大作戦」[291]
  - 第36回出雲駅伝（2024年10月）「かっ飛ばせ大作戦」<3位>[292]
  - 第56回全日本大学駅伝（2024年11月）「イーゴ大作戦」<3位>[293]
  - 第101回箱根駅伝（2025年1月）「あいたいね大作戦」[294]

- -     - 上記の「太字」は総合優勝達成時の大作戦名、「取り消し線」は開催中止の各駅伝大会

## テレビ出演歴

### NHK総合・Eテレビ系列
- 大相撲平成28年1月場所 - 初場所5日目・2016年1月14日放送時、特別ゲストとして生出演[295]
- サンデースポーツ- 2016年4月10日・17日・24日の3日間、マンスリーキャスターとして生出演[296]。以降も2017年3月12日にVTR出演[297]
- クローズアップ現代+ - 2017年1月31日（VTR）[298]、2017年3月6日[299]・2019年1月16日[300]・2019年7月11日[301]、2021年4月14日（VTR）[302]、各ゲスト生出演
- プロフェッショナル 仕事の流儀「夫婦の流儀スペシャル」- 2017年11月27日・妻（原美穂）と共にVTRゲスト出演[303]
- ごごナマ - 2018年5月29日・2021年2月9日、ゲスト生出演[304][305]
- あさイチ- 2018年7月24日・VTRゲスト出演[306]
- 逆転人生「東京パラリンピック 1年前スペシャル」 - 2019年8月19日・VTRゲスト出演[307]
- 首都圏情報 ネタドリ!「スポーツの秋 首都圏ランナー最前線」 - 2019年11月8日・鈴木ちなみとVTRゲスト出演[308]
- ランスマ倶楽部（BS1）- 2020年5月2日・緊急特番「青学と体幹勝負！〜あなたもこれで速くなる〜」、2020年10月18日・「青山学院大学駅伝チームSP!原監督が秘密トレーニング初公開」（当時主将・神林勇太も共に登場）、2021年2月7日・「箱根駅伝・高校駅伝スペシャル 青山学院大・原監督が出演!」、各ゲスト出演[309]
- スポヂカラ!（BS1） - 2022年1月29日「一本の山道と駅伝の町〜広島 世羅〜」世羅高OBとしてゲスト出演
- サタデーウオッチ9 - 2022年7月30日・9月3日・10月8日・11月26日、ゲスト生出演[310]
- クイズ!丸をつけるだけ - 2023年7月10日、ゲスト解答者として出演[311]
- ワルイコあつまれ  - 2023年8月5日、ゲスト出演[312]

### 日本テレビ（NNN）系列
- シューイチ - 箱根駅伝競走・総合初優勝達成翌日の2015年1月4日、及び通算5度目総合優勝達成翌々日の2018年1月5日・各生放映時、青山学院大駅伝部優勝メンバーとともにスペシャルゲストとして登場。それ以外も数回ゲストで生出演
- 真相報道 バンキシャ! - 2015年1月4日[313]と及び2020年1月5日生放映時、青学大駅伝部の総合優勝メンバーと共に特別ゲストで登場。2022年1月9日生放映時は原晋のみが出演、VTRで青学大優勝メンバーの寮生活などを放映[314]。以降も準レギュラーでコメンテーターとして生出演[315]
- 情報ライブ ミヤネ屋（読売テレビ） - 2016年11月24日生放映時、特別ゲストで初登場[316]。以降不定期でコメンテーターとして出演[315][317][318][319][320]
- ZIP! - 箱根駅伝総合2・3・4連覇達成翌日の2016年・2017年・2018年・2022年・2024年各1月4日に青学大駅伝部優勝メンバーとともに各特別ゲストとして生出演
- スッキリ - 上述番組の「ZIP!」に引き続き、2016年・2017年・2018年・2020年・2022年各1月4日に青学大駅伝部優勝メンバーと共に各特別ゲストで生出演
- DayDay. - 上述番組の「ZIP!」に引き続き、2024年各1月4日に青学大駅伝部優勝メンバーと共に各特別ゲストで生出演
- ズームイン!!サタデー - 箱根駅伝通算5度目総合優勝達成翌日の2020年1月4日に青学大駅伝部優勝メンバーとともに特別ゲストとして生出演
- Going!Sports&News - 箱根駅伝通算5度目総合優勝達成翌々日の2020年1月5日、青学大駅伝部優勝メンバーらとVTR出演[321]
- 行列のできる法律相談所→行列のできる相談所 - 2015年2月15日・2017年8月20日・2018年2月11日・2020年3月22日・2024年2月25日、各ゲスト出演[322][323]
- 世界に誇る50人の日本人 成功の遺伝史 - 第3弾（2016年2月22日放送）・第5弾（2018年3月5日放送時）に各特別ゲスト出演
- 笑点 - 2016年4月24日放送、特別ゲスト出演（BS日テレ・5月11日再放送）[324]
- 踊る!さんま御殿!! - 2017年3月14日[325]・2018年3月13日（2時間SP）[326]・2019年3月26日（2時間SP）[327]放送時、各ゲスト出演
- 秘密のケンミンSHOW 極 - 2017年5月25日・2018年4月5日・2021年2月4日・2024年4月25日 - 広島県出身者として各ゲスト出演[328]
- 明石家さんまの転職DE天職 - 第6弾（2017年4月30日）・第7弾（2018年4月29日）放送、各ゲスト出演
- 人生が変わる1分間の深イイ話 - 2015年2月23日・2017年6月19日、各ゲスト出演
- 24時間テレビ 「愛は地球を救う」 - 2017年8月27日、青学大の合宿地より生中継で1500メートル競走に出走、タイムは5分56秒87でゴール[329][330][331]
- ダウンタウンDX（読売テレビ） - 2018年2月22日[332]・2019年1月31日[333]・2020年5月28日（妻と共に）[334]、各ゲスト出演
- 1周回って知らない話 - 2018年3月7日、妻と共にゲスト出演[335]
- 得する人損する人 - 2018年3月29日、妻と共にゲスト出演（駅伝部員はVTRで登場）[336]
- 世界一受けたい授業 - 2018年3月31日、特別講師としてゲスト出演[337]
- 中居正広の5番勝負!超一流アスリートVS芸能人どっちが勝つの?SP- 2018年4月3日、駅伝対決のゲスト解説で出演
- 出川哲朗のアイ・アム・スタディー - 2018年4月17日、専門家ゲストで出演[338]
- 最後の一日 最後の言葉 〜本当にそれでイイんですか?〜 - 2018年4月27日（金曜ロードSHOW!2時間SP）放送時、各ゲスト出演[339]
- 深層NEWS（BS日テレ）- 2018年9月5日・池谷幸雄（元体操競技選手・タレント）と[340]、2018年10月3日・貴乃花光司親方退職問題について、2019年11月5日・谷口浩美（マラソン元選手・現指導者）＆二宮清純（スポーツジャーナリスト）[341]らと各ゲスト出演
- グッときた名場面・グランプリ - 2019年1月9日、ゲスト生出演
- 今だから話します! 〜平成最後にアスリート初告白SP〜 - 2019年2月11日、妻と共にゲスト出演[342]
- 24時間テレビランナー生参戦SP - 2019年8月11日、ゲスト生出演[343]
- 絆のペダル（24時間テレビ42内・ドラマスペシャル）- 2019年8月24日、コーチ役として登場[344][345]
- 第96回箱根駅伝 区間エントリー徹底分析SP - 2019年12月30日、青学大駅伝部メンバーらとVTR出演[346]
- 衝撃のアノ人に会ってみた! 明石家さんま×箱根駅伝の裏側SP - 2020年1月15日、青学大駅伝部優勝メンバーらとVTR出演[347]
- 1億人の大質問!?笑ってコラえて! 2時間SP - 2020年3月4日[348]、2024年10月9日、各ゲスト出演
- 月刊ハラスポ（中京テレビ） - 2021年4月25日から2022年3月27日放送まで、毎月第4土曜日放映（但し2021年7月25日休止、8月1日放映）・番組MC（司会進行役）として出演[349]
- ウルトラマンDASH（ザ!鉄腕!DASH!!ＳＰ特番） - 2022年8月7日[350]・2023年8月6日[351]・2024年1月7日[352]放映時、青学大駅伝部メンバー（当時）と共にゲスト出演
- 有吉ゼミ - 2022年12月19日、ゲスト出演[353][354]
- 有吉の壁 - 2023年7月26日、VTRゲスト出演[355][356]
- しゃべくり007 - 2024年1月22日、妻らと共にゲスト出演[357]
- 47都道府県“我が地元の顔”を表彰!! 県民スター栄誉賞（笑ってコラえて!特番） - 2024年5月1日、ゲスト出演[358]

### テレビ朝日（ANN）系列
- 徹子の部屋（2017年3月14日放送） - 妻と共にゲスト出演[359]
- 第71回福岡国際マラソン（2017年12月3日、九州朝日放送） - 自身初めてマラソン競技のゲスト解説者として生出演（大学駅伝部の現任監督が日本の国際マラソン大会で実況するのも史上初）[360][361]
- ビートたけしのスポーツ大将 2時間スペシャル 長距離・野球・バレーボール対決!（2018年6月24日） - 神野大地・芸能人チームら長距離対決の解説者としてスタジオ出演[362][363]
- ビートたけしのTVタックル（2018年10月7日） - 須藤元気・野々村直通・玉木正之らと共にゲスト出演[364]
- ワイド!スクランブル（2019年10月24日・31日ほか） - ゲスト生出演[365]
- サンデーLIVE!!（2020年11月1日）- 全日本大学駅伝本番前の『TOKYO応援宣言』コーナーにてVTR出演[366]、（2022年11月6日）- 全日本大学駅伝本番スタート直前に中継で生出演[367]
- 福岡国際マラソン2023（2023年12月5日、KBC） - 解説者として生出演[368]
- 新婚さんいらっしゃい!・アスリート1時間SP（2024年5月5日、朝日放送テレビ） - 下田裕太・金久保芽衣夫妻のスタジオ登場時にVTR出演[369][370]

### TBS（JNN）系列
- 中居正広の金曜日のスマたちへ - 2015年2月20日放送時・箱根駅伝初優勝後、妻と当時の青学大駅伝部員（中継）と共にゲスト出演[371]、2024年8月30日・VTR出演
- オールスター感謝祭 - 2015年10月3日、2016年4月9日、2017年4月8日・10月7日、2018年3月31日・10月6日、2019年4月6日・9月28日・2020年10月3日・2021年3月27日・2022年3月26日・2023年4月7日・2024年4月5日各生放送、赤坂5丁目ミニマラソン・赤坂5丁目ミニ駅伝・人馬対決マイルリレー等で各生実況解説を担当（2017年10月以降はクイズ解答者としても出演。但し2020年10月の緑山2100番地ミニマラソンは原で無く、増田明美が生解説を任務）
- サワコの朝 - 2016年3月5日、ゲスト出演[372]
- 炎の体育会TV - 2016年7月23日・妻の原美穂と神野大地と、2018年3月10日・同年箱根駅伝総合4回目優勝メンバーと、2019年2月2日・同年箱根駅伝総合2位・復路5連覇メンバーと、2019年6月22日・神野と下田裕太らと、2020年1月25日・妻と同年箱根駅伝総合5回目の優勝メンバーと、2021年1月30日・妻と同年箱根駅伝総合4位・復路優勝メンバーと、2021年2月20日・増田明美と金哲彦らと、2022年1月29日・妻と同年箱根駅伝総合6回目の総合優勝メンバーと、2023年1月21日・妻と同年箱根駅伝総合3位メンバーと、それぞれ各ゲスト出演[373][374]
- ひるおび!→ひるおび（2017年1月5日、2018年1月5日、10月22日、2019年1月4日、4月24日[375][376]、9月12日[377]、11月4日[378]、2020年1月4日[379]、2021年1月4日[380]、2022年1月4日[381][382]2023年1月4日[202] - 箱根駅伝3・4連覇の各2日後、箱根駅伝5度目総合優勝の3日後・箱根駅伝復路6度目優勝・箱根駅伝6度目総合優勝・箱根駅伝総合3位・箱根駅伝7度目総合優勝、各翌日にゲスト生出演。現在は他にも木曜日に月1回（主に第3週目）等・不定期で第2部コメンテーターとして登場[383]
- ぴったんこカン・カン - 2017年1月20日、現駅伝部員らと共にゲスト出演
- ジョブチューン アノ職業のヒミツぶっちゃけます! - 2017年3月11日、ゲスト出演
- 日曜劇場（テレビドラマ）「陸王」 第6話（2017年11月26日） - 本人役として登場、及び全話の陸上総監修も兼務
- 別府大分毎日マラソン（2018年2月4日・2019年2月3日・2020年2月2日・2022年2月6日・2023年2月5日・2024年2月4日、RKB毎日放送） - センター解説者として各生出演[384]
- 林先生の初耳学 - 林先生が認めた日本人女性・2時間スペシャル（2018年3月25日）、青学を何度も優勝に導いた名将・原監督が…悩める若者に熱血授業（2021年1月10日）、櫻坂46・松田里奈、山口もえらに熱血授業「後輩の育て方」「子供への声掛け」などのメソッドを伝授（2024年2月11日）[385]  - 各YTRゲスト出演[386]
- スポーツ天国と地獄 〜今だから話せる!あの名場面のウラ側〜 - 2018年4月1日、ゲスト出演[387]
- あさチャン! - 2018年4月26日・5月24日、2019年10月28日[388]、各ゲスト生出演
- 名医のTHE太鼓判!・3時間SP- 2018年5月7日、妻・駅伝部員らとVTR出演[389]
- 水トク!・2時間SP 〜 その他の人に会ってみた 〜 - 2019年3月20日ゲスト出演[390]
- Nスタ - 2019年4月24日[375][391]
- “あの人”が知りたい超質問バラエティ 究極の一問 - 2019年6月29日、ゲスト出演[392]
- 音楽の日・第9回 - 2019年7月13日・中島みゆきの「時代」を生歌唱[393]
- がっちりマンデー!! - 2019年8月4日・2020年2月16日、森永卓郎と共にゲスト出演[394][395]
- 立派なお家にピンポンしてみた - 2019年8月5日、ゲスト出演[396]
- 2019年のマラソングランドチャンピオンシップ 東京五輪代表を懸けた運命の決戦へ（水トク!特番） - 2019年9月11日、スタジオゲスト生出演[397]
- グッとラック! - 2019年10月2日、VTRゲスト出演[398]
- news23 - 2019年10月30日、VTRゲスト出演[399]
- イマナマ! - 原晋の県人ことば駅伝 〜広島県人が大切にしている言葉をつなぐ旅〜（原晋・河村綾奈） - 2020年1月8日より、水曜日準レギュラー・VTR出演[400][401]
- 日本陸上競技選手権大会クロスカントリー競走 - 2020年2月22日、スタジオゲスト解説者として生出演[402][403]
- 戦え!スポーツ内閣 - 2020年4月8日、鳥内秀晃（関西学院大学ファイターズ・アメフト部監督）と共にVTRゲスト出演[404]
- サタデープラス - 2020年4月25日、妻とVTRゲスト出演[405]
- バース・デイ - 2020年9月12日、ゲスト出演[406]
- ティモンディのやればできる！42.195〜別府大分毎日マラソン特別編〜 - 2021年2月7日放送、瀬古利彦・吉田祐也らとゲスト出演[407][408]
- THE鬼タイジ - 2022年8月31日、ラスボス鬼として出演
- ベスコングルメ - 2023年1月8日、ゲスト出演
- クイズ!倍買 - 2023年1月28日、妻・当時の青学大駅伝部員3名とゲスト出演[409]
- 水曜日のダウンタウン - 2023年5月3日、ゲスト出演[410][411]
- 世界陸上ブダペスト大会 - 2023年8月19日・男子20Km競歩[412]、8月24日・男子35Km競歩[413]、ゲスト解説者として各生出演
- 情報7daysニュースキャスター - 2024年1月6日、妻とVTRゲスト出演[414]
- 素晴らしい明日 - 2024年5月13日、ゲスト出演[415]
- 世の中なんでもHOWマッチ いくらかわかる金? - 2024年5月25日（2時間SP）・同年6月1日、ゲスト出演[416][417]
- 再現できたら100万円!THE神業チャレンジ - 2024年7月9日・同年8月13日・同年10月22日、当時の青学大駅伝部員らと各ゲスト出演
- 消えた天才 〜 超一流から勝てなかった人 大追跡 〜 ＜当番組は不祥事発覚により、2019年8月25日をもって打ち切り[418][419][420]＞ - 準レギュラーとして出演（各2018年7月8日・11月18日・12月2日・12月16日、2019年1月27日・2月10日・3月17日・4月7日・4月21日・5月19日・5月26日・6月23日・6月30日・7月14日・8月11日・8月25日）
- ビビット ＜2019年9月27日限りで番組終了[421]＞ - 2018年4月4日から2019年9月25日放送まで毎週水曜日パーソナリティとして、自身初の当番組レギュラーで生出演（偶に他曜日も登場、但し2018年4月25日・9月12日・2019年2月13日・7月24日・9月4日は休演。なお、レギュラー以前はゲスト生登場2回・VTR2回出演歴あり）[422]

### テレビ東京（TXN）系列
- 土曜スペシャル「いい旅・夢気分スペシャル」〜大切な人とめぐる春の絶景旅〜 - 2017年4月1日放送時、妻と共に神奈川県（主に箱根駅伝コース）を旅行・VTR出演[423][424]
- ソレダメ!〜あなたの常識は非常識!?〜 - 美味しさも栄養も2倍！超濃厚スペシャル - ゲスト出演（2018年2月28日）[425]
- 出没!アド街ック天国 〜町田〜- ゲスト出演（2018年6月23日）[426]
- 熱血リーダーズ 〜廣瀬俊朗が聞くリーダーの言葉〜- ゲスト出演（2020年7月4日）[427]
- 新美の巨人たち - ゲスト出演（2020年8月15日）[428]
- わたしのヒュッゲ - ゲスト収録出演（2021年4月10日・4月17日）[429][430]
- 一柳良雄が問う 日本の未来（BSテレ東・2023年4月8日） - ゲスト出演
- 開運!なんでも鑑定団 〜テレビ東京開局60周年特別企画〜 「祝！30周年春の3時間半スペシャル」 - ゲスト出演（2024年4月2日）[431]

### フジテレビ（FNN）系列
- 直撃LIVE グッディ!（2016年1月6日放送時） - 箱根駅伝2連覇達成の3日後にゲスト生出演[432]
- スポーツジャングル（2016年4月12日） - ゲスト出演（他4月19日と26日は同番組スタッフ・運営として登場）[433]
- VS嵐（2017年2月23日）- 箱根駅伝総合3連覇達成後、当時の駅伝優勝メンバーと共にゲスト出演[434]
- 東京マラソン2018「だから、走る。みんなの情熱42.195 km。」（2018年2月25日、フジテレビ・関東ローカルのみ） - ゲスト生出演[435]
- 北海道マラソン2018（2018年8月26日、BSフジ・北海道文化放送） - 解説者担当[436]
- ジャンクSPORTS（2018年9月30日）- VTRゲスト出演（妻・美穂がスタジオに登場）[437]
- バイキング（2018年10月8日・2019年10月14日） - 出雲駅伝本番直前に2年連続して生中継で登場（第30回大会は2年ぶり4回目の総合優勝・第31回大会は総合5位）[438][439]
- ボクらの時代（2018年11月11日） - タレントの武井壮・和田正人と共演[440]
- コレ知らんかった〜! 新発見! 村上信五の平成スポーツ命場面SP（2019年3月27日） - VTRゲスト出演[441]
- ノンストップ!（2019年4月25日）[375][442]
- 東京マラソン2020 〜五輪最後の1枠へ!史上最速決戦 徹底解剖スペシャル〜（2020年3月1日）- ゲスト生出演[443]
- FNN Live News α（2020年5月12日） - VTRゲスト出演[444]
- 石橋、薪を焚べる（2020年6月30日） - ゲスト出演[445][446]
- Live News イット!（2022年10月より月2回コメンテーターとして出演）[447]
- 人志松本の酒のツマミになる話（2023年4月7日） - ゲスト出演[448]
- 川島明の芸能界㊙通信簿（2023年7月8日） - ゲスト出演[210][211]
- コムドットって何？（2023年7月17日） - FNS27時間テレビ・100Kmサバイバルマラソン出走予定の、コムドット・メンバー5人に直接指導[449]
- 今夜はナゾトレ・ニッポンの観光名所ベスト20から出題SP！- 妻・美穂とゲスト出演[450]
- ぽかぽか（2023年10月9日）- 出雲駅伝本番号砲直前に中継で生出演[451]
- 呼び出し先生タナカ - 2024年4月22日・当時青学大の現役駅伝部員4人と[452]、同年7月29日・各ゲスト出演

### 日本BS放送
- 報道ライブMOVE UP22（2016年4月7日）- ゲスト生出演[453]
- 報道ライブ21 INsideOUT（2016年12月1日）- ゲスト生出演[454]

### CM
- 花王「キッチン泡ハイター」- 2018年5月7日より、妻の美穂寮母・青学駅伝部員達と共演[455]
- ピップ「プロ・フィッツ」- 2020年4月23日より、ブランドキャラクター就任・Web CMに出演[456][457][458]
- 新型コロナウィルス対策「未来へのタスキ」篇 - 2022年4月1日より出演[459][460]
- 中国電力「明日へのたすき」 - 2022年9月16日より出演[461][462]
- シオノギヘルスケア「風邪薬・パイロンPL」- 2022年10月12日より、女優・山本美月と共演[463][464]
- doda X（デューダエックス） - 2022年10月17日より、小栗旬・野口聡一・近藤麻理恵と共に出演[465]
- サントリー「ザ・プレミアム・モルツ」 - 2024年3月23日より出演[466][467]
- 空気清浄機 エアドッグ（2024年） - 青山学院駅伝チーム監督として出演
- タスキホールディングス[468]（2025年4月 - ）[469] - タスキホールディングスの社長・柏村雄[470]、原美穂らと共演[471]

## PR大使など
- タスキホールディングス[468] PR大使（2025年1月 - ）[472]

## ラジオ出演歴
- 文化放送スポーツスクエア（文化放送） - 2016年2月17日、ラジオパーソナリティ・特別ゲストとして生出演[473]
- 垣花正 あなたとハッピー!（ニッポン放送） - 数回ゲスト出演。また2016年8月2・18日は代理パーソナリティを担当[474]
- ラジオ日本ジャイアンツナイター（ラジオ日本） - スペシャルゲスト解説者として過去3回出演。2017年6月13日・ソフトバンクホークス戦、2018年8月24日・阪神タイガース戦[475]、2019年8月27日・広島東洋カープ戦[476]
- 原晋のフレッシュ・ライフ（2017年10月8日 -、ニッポン放送） - パーソナリティ
- 天皇盃全国都道府県対抗男子駅伝（ひろしま男子駅伝）（RCCラジオ・TBSラジオ系列）- 2018年1月21日・2019年1月20日・2020年1月19日・2023年1月22日・2024年1月21日、解説者として生出演[477][478][479]
- コシノジュンコ MASACA（TBSラジオ）- 2018年12月9日・ゲスト出演「ヤンチャな青年が大学教授に？！〜青山学院大学 原晋監督」[480]
- STEP ONE・SAWAI SEIYAKU SOUND CLINICコーナー（J-WAVE）- 2019年12月・月曜日マンスリーコンサルタントとして出演[481]
- スポーツDASH NEXT・箱根駅伝への道（文化放送） - 2020年1月2日・3日、第95回箱根駅伝往路・総合優勝監督として出演[482][483]
- ダイソースペシャル・原晋のふるさとおしゃべり駅伝（RCCラジオ・TBS系列）- 2021年1月24日・メインパーソナリティとして生出演[484][485]

## 舞台
- 「光より前に－夜明けの走者たち－」〜円谷幸吉物語〜- 特別監修役として担当、及び公演後のトークショーにも数回登場[486][487][488]

## 著書
- 魔法をかける アオガク「箱根駅伝」制覇までの4000日（講談社 2015年4月 ISBN 978-4062195171）
- 逆転のメソッド 箱根駅伝もビジネスも一緒です（祥伝社新書 2015年5月 ISBN 978-4396114121）
- 青トレ 青学駅伝チームのコアトレーニング&ストレッチ（徳間書店 2015年9月 ISBN 978-4198640149）※中野ジェームズ修一との共著
- フツーの会社員だった僕が、青山学院大学を箱根駅伝優勝に導いた47の言葉（アスコム 2015年11月 ISBN 978-4776-208921）
- 人を育て 組織を鍛え 成功を呼び込む 勝利への哲学157（ぴあ 2016年11月 ISBN 978-4835628998）
- 青トレ 青学駅伝チームのスーパーストレッチ&バランスボールトレーニング（徳間書店 2016年11月 ISBN 978-4198642990）※中野ジェームズ修一との共著
- 勝ち続ける理由（祥伝社新書 2016年12月 ISBN 978-4396114916）
- 力を引き出す 「ゆとり世代」の伸ばし方（講談社+α新書 2016年12月 ISBN 978-4062729765）※原田曜平との共著
- 1日10分 走る青トレ（ゴルフダイジェスト社 2017年11月 ISBN 978-4772841764）
- 青トレ 青学駅伝チームのピーキング&ランニングケア（徳間書店 2017年11月 ISBN 978-4198645144）※中野ジェームズ修一との共著
- マンガでわかる 人を育て 成功を呼び込む 勝利への哲学（ぴあ 2018年12月 ISBN 978-4835639048）※画・四六屋、シナリオ・桜小路むつみ[489]
- 青学駅伝選手たちが実践! 勝てるメンタル（KADOKAWA 2019年3月 ISBN 978-4048965019）※根来秀行との共著[490][491]
- 改革する思考（KADOKAWA 2020年7月 ISBN 978-4048968072）[492]
- 「挫折」というチカラ 人は折れたら折れただけ強くなる（マガジンハウス新書 2022年11月 ISBN 978-4838775125）[493]
- 新しい部活のつくり方 地域移行にともなう指導者の教科書（徳間書店 2023年4月 ASIN: B0BZW8YSD8）※熊谷正寿・中野ジェームズ修一・根岸秀行との共著[494]
- 青トレ2.0 厚トレ 青学駅伝チームが実践する厚底シューズ対応トレーニング（徳間書店 2017年9月 ISBN 978-4198655709）※中野ジェームズ修一との共著[495]
- 最前線からの箱根駅伝（ビジネス社 2023年11月 ISBN 978-4828425689）[496]

関連書籍
- 駅伝王者青学 光と影 佐藤俊・著（主婦と生活社 2017年11月 ISBN 978-4391150803）
- フツーの主婦が、弱かった青山学院大学陸上競技部の寮母になって箱根駅伝で常連校になるまでを支えた39の言葉 原美穂・著（アスコム 2017年12月 ISBN 978-4776-209744）

## 関連人物
- 坂口泰（中国電力陸上競技部元監督→現・総監督）
- 岩本真弥（世羅高校陸上部元監督→現・ダイソー女子陸上部監督[497][498]）